# Gaëtane Thiney
Gaëtane Thiney (Troyes, 1985. október 28. –) francia női válogatott labdarúgó. A Paris FC csatára.

## Sikerei, díjai

### Válogatottban
Franciaország
- Ciprus-kupa győztes (2): 2012, 2014
- SheBelieves-kupa győztes (1): 2017

### Egyéni
- Az év játékosa (2): 2012, 2014